# Euempheremyia albuquerquei
Euempheremyia albuquerquei är en tvåvingeart som beskrevs av Guimaraes 1963. Euempheremyia albuquerquei ingår i släktet Euempheremyia och familjen parasitflugor. Inga underarter finns listade i Catalogue of Life.